# Portulaca oleracea subsp. nitida
Portulaca oleracea subsp. nitida é uma subespécie de planta com flor pertencente à família Portulacaeae. 
A autoridade científica da subespécie é Danin & H.G.Baker, tendo sido publicada em Israel J. Bot. 27(3-4): 194. 1979.

## Portugal
Trata-se de uma subespécie presente no território português, nomeadamente em Portugal Continental.
Em termos de naturalidade é introduzida na região atrás indicada.

## Protecção
Não se encontra protegida por legislação portuguesa ou da Comunidade Europeia.